# Brennerei Telser
Die Telser Distillery Ltd. in Triesen war die älteste Destillerie im Fürstentum Liechtenstein. Gemäss den Urkunden der Eidgenössischen Alkoholverwaltung (EAV) war sie seit dem Jahre 1880 in der Produktion von Spirituosen tätig. Der ehemalige Familienbetrieb war zunächst unter Brennerei Telser bekannt. Im Jahre 2006 wurde dieser in eine Aktiengesellschaft umgewandelt. Ab 2006 produzierte sie neben traditionellen Frucht- und Wurzelbränden Single-Malt-Whisky. Im Jahr 2014 wurde ein London Dry Gin lanciert.
Auch in der vierten Generation wurde mit Holz gefeuert, das Destillat auf Trinkstärke gesetzt und die Flaschen von Hand abgefüllt. 
In den Jahren 2004 bis 2008 gewann die Brennerei insgesamt 30 Goldmedaillen am Schweizer Schnapsforum sowie dreimal die Auszeichnung Schnaps des Jahres in seiner Kategorie. Im Jahr 2017 wurde bekannt, dass die Telser Distillery zum Verkauf stand.